# تشيب دونكان
تشيب دونكان (بالإنجليزية: Chip Duncan)‏ هو صانع أفلام أمريكي، ولد في 3 يناير 1955.